# Cosimo Zocchi
Cosimo Zocchi est un dessinateur et graveur toscan, actif durant la seconde moitié du XVIIIe siècle.

## Biographie
Buriniste et élève de Joseph Wagner, Zocchi, est actif à partir de 1756 : une gravure, Saint-François, la Sainte-Vierge et le Saint-Esprit d'après Jacopo Amigoni, est publiée cette année-là à Venise.
Il publie vers 1770 une réédition de la Scelta di XXIV vedute di Firenze de son frère Giuseppe Zocchi, mort au moment de la parution.
Il traduit en gravures les dessins d'Antonio Terreni figurant des édifices et des systèmes hydrauliques des thermes léopoldins de Montecatini qui illustrent la Raccolta dei disegni delle fabbriche regie de' bagni di Montecatini nella Valdinievole, un ouvrage  iconographique de grand format édité en 1787 accompagnant le traité d'Alessandro Bicchierai,.